# Hate Squad
Hate Squad est un groupe allemand de thrash metal et metalcore, originaire de Hanovre.

## Biographie
Dès sa formation en 1993, Hate Squad joue un mélange relativement inconnu à cette époque de punk hardcore et de thrash metal. Seulement cinq mois après sa création, le groupe enregistre la première démo, ce qui aboutit à un contrat d'enregistrement avec GUN Records peu de temps après sa sortie. Le premier album Theater of Hate sort en 1994. Le 2 juin 1995, Hate Squad joue sur la scène de la tente au festival du 10e anniversaire du Dynamo Open Air aux Pays-Bas. Le festival attire près de 120 000 visiteurs, ce qui représente le plus grand nombre de spectateurs pour le groupe. Il est élu révélation de l'année au VIVA Metalla en 1995.
En octobre 1995 paraît le deuxième album IQ Zero. Les clips de Not my God et IQ Zero sont diffusés dans Headbangers Ball. Suit une tournée avec Kreator, Grip Inc. et Pyogenesis ; le chanteur Burkhard Schmitt quitte alors son emploi chez SPV. L'EP Sub Zero publié en 1996 comprend des remix par Die Krupps, The Speed Freak ou Alec Empire.
Avant les enregistrements du troisième album studio, le membre fondateur Tim Baurmeister quitte le groupe et devient guitariste des Ryker's. Néanmoins Pzyco! paraît en avril 1997 et montre l'évolution stylistique du groupe.
En 1997, après que le contrat avec Gun Records expire, le groupe suspend ses activités puis revient en 2004 avec H8 for the Masses. En 2008, le cinquième album studio, Degüello Wartunes, sort pour le 15e anniversaire du groupe sur le label allemand Dockyard 1. Marcus Bischoff de Heaven Shall Burn et Timo Böhling de Maintain prêtent leurs voix.

## Discographie
- 1994 : Theater of Hate (GUN Records)
- 1995 : I.Q. Zero (GUN Records)
- 1996 : Sub Zero – The Remixes (EP ; GUN Records)
- 1997 : Pzyco! (GUN Records)
- 2004 : H8 for the Masses (Swell Creek)
- 2008 : Degüello Wartunes (Dockyard 1)
- 2011 : Katharsis (Massacre Records)
- 2013 : You Are Not My Fuckin' God (Best of 20 Years of Raging Hate) (Swell Creek)
- 2018 : Reborn from Ashes (Massacre Records)